# والتر
والتر (به انگلیسی: Walther Arms) یک شرکت اسلحه‌سازی در اولم، آلمان است که در سال ۱۸۸۶ توسط کارل والتر تأسیس شده‌است.

## محصولات
- والتر پی ۳۸
- والتر پی پی
- والتر دومیناتور ۱۲۵۰
- والتر پی ۹۹